# 氣舍穴
氣舍穴是属于足陽明胃經的腧穴。

## 定位
鎖骨內側端上緣，胸鎖乳突肌的胸骨頭和鎖骨頭之間。

## 主治
咽喉腫痛、喘息、呃逆等。

## 操作
直刺0.3～0.5寸；可灸。